# Lago Wild (Ruhenstein)
El lago Wild (en alemán: Wildsee) es un lago situado en la Selva Negra, en la región administrativa de Freudenstadt, en el estado de Baden-Württemberg (Alemania), a una elevación de 910 metros; tiene un área de 2.4 hectáreas. 

## Características
El lago es un tarn, es decir, un lago de montaña o estanque, formado en un circo excavado por un glaciar.